# Облога Серенська
Облога Серенська — спільна військова акція Юрія Всеволодовича з його братом Ярославом та племінниками Костянтиновичами проти Михайла Чернігівського.

## Історія
Юрій був одруженим із Агафією Всеволодівною, сестрою Михайла Чернігівського, Василько Костянтинович Ростовський — з його дочкою. 1229 року Михайло розпочав боротьбу за новгородське князювання проти Ярослава Всеволодовича, і Ярослав із Костянтиновичами запідозрили Юрія в союзі з Михайлом, але непорозуміння залагодили на суздальському з'їзді того ж року.
1230 року Ярослав утвердився на новгородському князівстві.
Восени 1231 року володимирці та новгородці провели спільний похід під чернігівський Серенськ та Мосальськ. Літопис відзначає одного загиблого з новгородського боку. Хоча похід закінчився без миру, Михайло відмовився від претензій на Новгород. Лише 1232 року на північ приїжджав Святослав Всеволодович Трубчевський, але побачив, що партія чернігівських прихильників недостатньо сильна, і повернувся ні з чим. Після невдачі у боротьбі за Новгород Михайло переорієнтувався на боротьбу за Київ та Галич.